# Angélique Faure de Bullion
Pour les articles homonymes, voir Bullion (homonymie).
Angélique Faure de Bullion (Bullion en Île-de-France, 1593-1664) fait partie des pionniers de Montréal. Membre de la Société Notre-Dame, elle a aidé, par ses dons, l'Hôtel-Dieu de Montréal. 

## Biographie
Fille de Guichard Faure, baron de Thiry Dormant, sieur de Berlize, secrétaire et maître d'hôtel ordinaire du Roi, et de Madeleine Brûlart de Sillery, elle épouse, le 21 janvier 1612, Claude de Bullion de Bonnelles, fils de Jean et de Jeanne de Lamoignon, avec qui elle aura cinq enfants. Au décès de son mari, elle hérite d'une grosse fortune qu'elle utilisera pour des œuvres charitables.
Mise en contact avec Jeanne Mance, elle lui offrira discrètement le soutien financier qui lui permettra de se consacrer à sa mission à Ville-Marie : l'Hôtel-Dieu de Montréal.
Elle décède le 3 juillet 1664.